# Calletaera rotundicornuta
Calletaera rotundicornuta is een vlinder uit de familie van de spanners (Geometridae). De wetenschappelijke naam van de soort is voor het eerst geldig gepubliceerd in 2014 door Nan Jiang, Da-Yong Xue & Hong-Xiang Han.

## Type
- holotype: "male. 15.V.1999. coll. Han Hong-xiang"
- instituut: IZCAS, Beijing, China
- typelocatie: "China, Guangxi, Jinxiu, Luoxiang, 200 m"